# فيزوتيرودين
فيزوتيرودين هو اسم دولي غير مسجل الملكية لدواء مضاد للمسكارين من مشتقات حمض الفوماريك طوّرته شركة شوارتز فارما إيه جي لعلاج متلازمة فرط نشاط المثانة (OAB)، ويُباع تحت الاسم التجاري توفياز. حصل الدواء على موافقة وكالة الأدوية الأوروبية في أبريل من عام 2007، وعلى موافقة إدارة الغذاء والدواء الأمريكية في 31 أكتوبر 2008، وعلى موافقة وزارة الصحة الكندية في 9 فبراير 2012. الفيزوتيرودين هو دواء أولي تقوم إسترات البلازما بتكسيره وتحويله إلى مستقلبه النشط ديسفيزوتيرودين.

## فاعليّة الدواء
يمتاز الفيزوتيرودين بجرعة أكثر مرونة من مضادات المسكارين الأخرى، وتتشابه إمكانيّة تحمّله وآثاره الجانبية مع مضادات المسكارينية الأخرى، حيث أنه من غير المحتمل أن يحدث دواء جديد تغييرات كبيرة في آليّة علاج متلازمة فرط نشاط المثانة.
أظهرت دراسة يابانية في عام 2017 أن الرغبة الملحة في التبوّل وسلس البول المُلّح يتحسن بعد 3 أيام من تناول الدواء، مع إمكانية الحصول على الفعالية الكاملة للدواء بعد 7 أيام من تناوله، حيث وُجد أن 88٪ من مرضى فرط نشاط المثانة قد تحسّت حالتهم بعد سبعة أيام من استخدام الدواء.